# Überbetriebliche Kurse
Die überbetrieblichen Kurse oder auch Einführungskurse sind in der Schweiz der dritte Lernort im Rahmen der beruflichen Grundausbildung und dienen dem Erwerb grundlegender beruflicher Fertigkeiten.

## Dauer
Die Dauer ist von Beruf zu Beruf verschieden und kann zwischen einigen Tagen und mehreren Wochen sein.

## Inhalte
Die Inhalte sind von Beruf zu Beruf sehr verschieden und können sowohl Fachwissen vermitteln als auch die Lehre als solche reflektieren.
Beispiel Inhalte:
Kfz-Mechatroniker
- Materialbearbeitung (Feilen, Bohren, Schweißen)
- Elektrotechnik (Grundlagen, Oszilloskop etc.)
- Fahrzeugtechnik (Bremsen, ABS etc.)

Kaufmännische Berufe:
- Ablauf der Lehre
- Lernjournal
- Reflexion des vergangenen Lehrjahres

## Geschichte
Die überbetrieblichen Kurse haben als Einführungskurse in handwerklichen Berufen (Autowerkstätte, Elektroinstallation) eine lange Tradition, während sie in anderen Berufen erst in den 2000er Jahren im Rahmen grösserer Revisionen durch das neue Berufsbildungsgesetz eingeführt wurden.
Offizielle Formen nahm es dann in den 1970er Jahren an:
Im Schlussbericht der Kommission Grübel aus dem Jahr 1972 wurde vorgeschlagen, die Betriebslehre (Vorläufer der heutigen Berufslehre) um überbetriebliche Einführungskurse zu ergänzen.
Gesetzlich verankert wurden die Einführungskurse im dritten Berufsbildungsgesetz von 1978, welches 1980 in Kraft trat.
Damit wurden Einführungskurse unter anderem bei Berufslehren im Bereich Elektroinstallation, Holzbau, Hochbauzeichner und weiteren Berufen verpflichtend.
Zum festen Bestandteil aller Berufe wurden die überbetrieblichen Kurse aber erst 2004 mit dem neuen Berufsbildungsgesetz. Durch die Übergangsbestimmungen blieb aber bis 2009 Zeit, die einzelnen Verordnungen der Berufe umzustellen.
Hier exemplarisch einige Berufe mit Umstellungsjahr:
- Informatiker 2004[12]
- Polymechaniker 2008[13]
- Elektroniker 2009[14]

Andere Namen waren auch "Fachkurse" und "praktische Kurse", diese Bezeichnungen wurden aber ebenfalls mit dem Berufsbildungsgesetz von 2004 obsolet.

## Kosten
Die Kurse werden von Bund und Kantonen subventioniert, der Rest wird vom Lehrbetrieb getragen. Dem Lehrling dürfen dadurch keine (zusätzlichen) Kosten entstehen.